# Route der Industriekultur – Duisburg: Stadt und Hafen

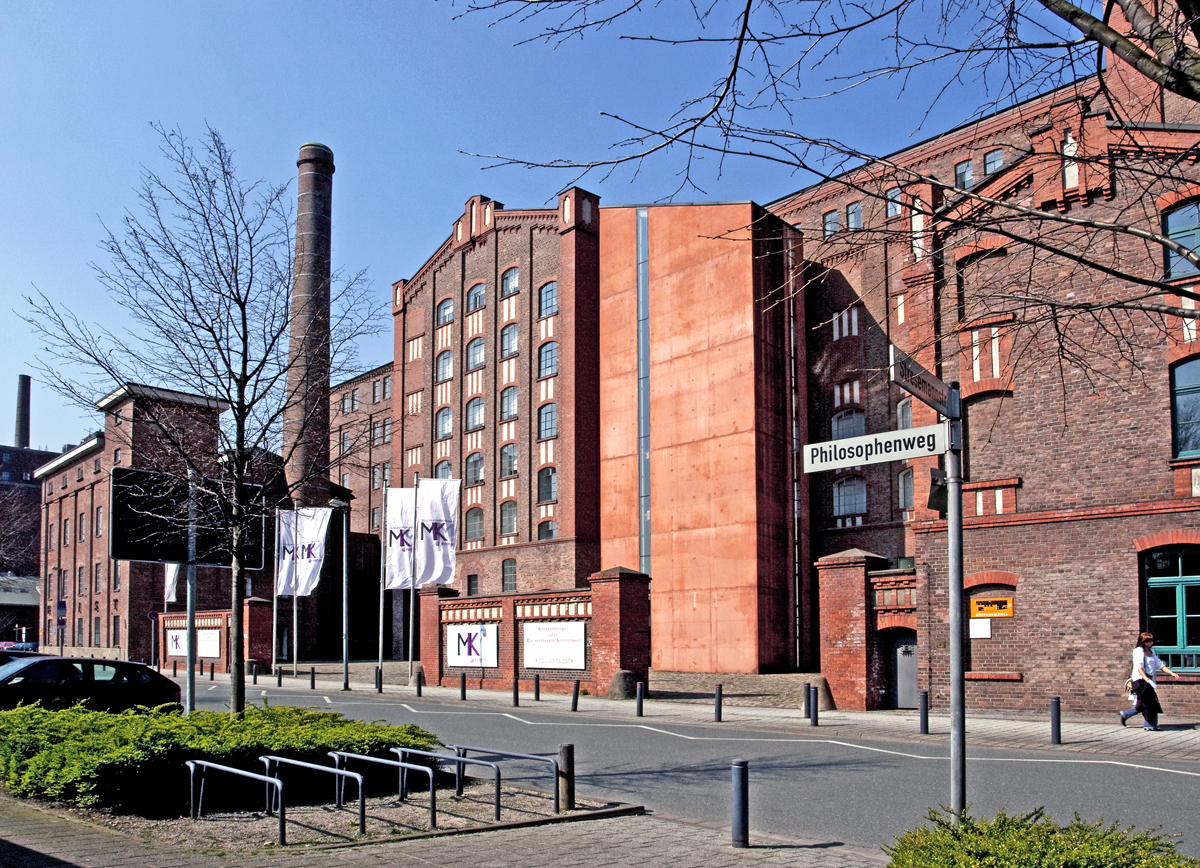
Museum Küppersmühle

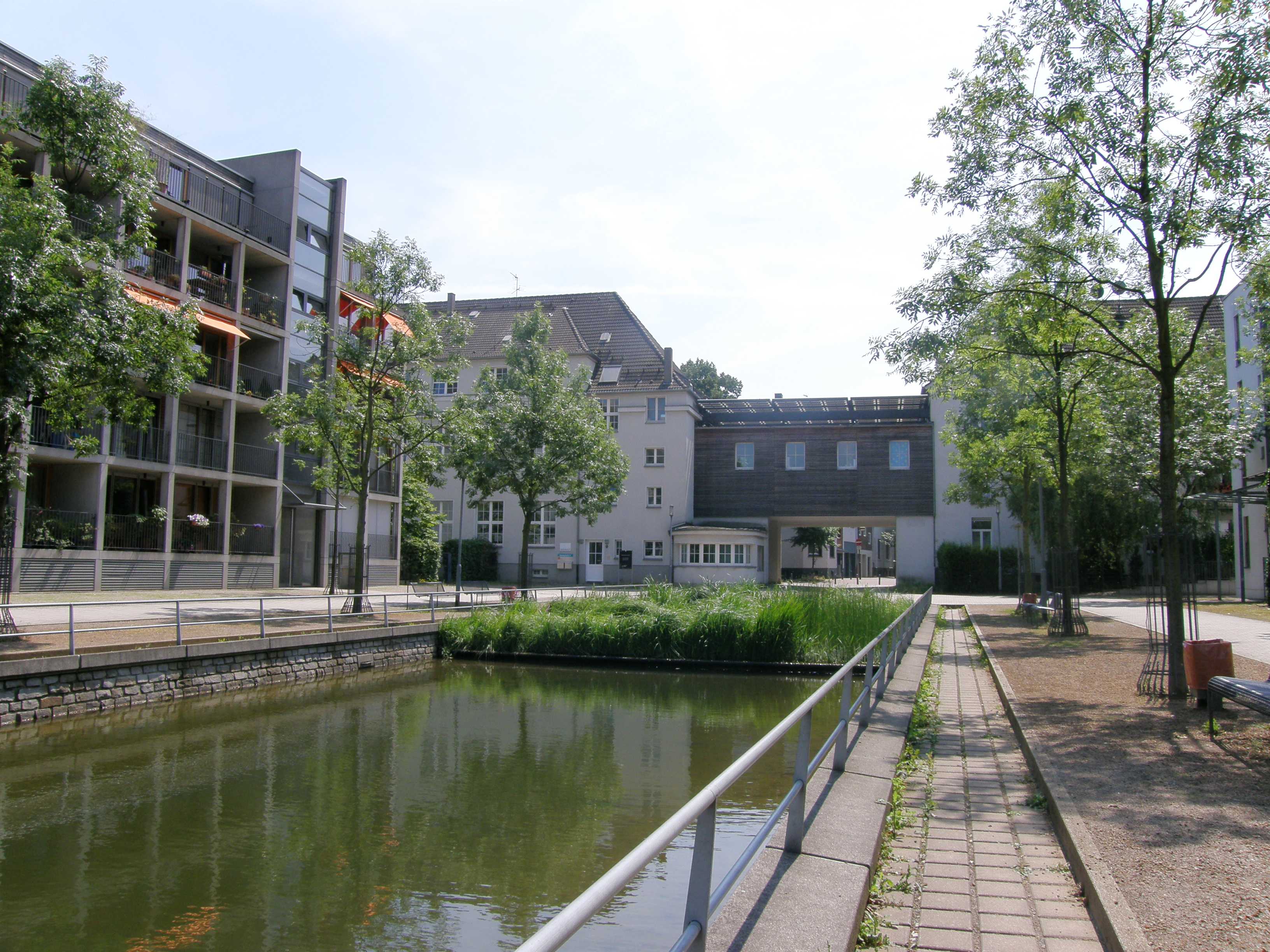
Hansegracht, eine der drei neuen Grachten am Duisburger Innenhafen

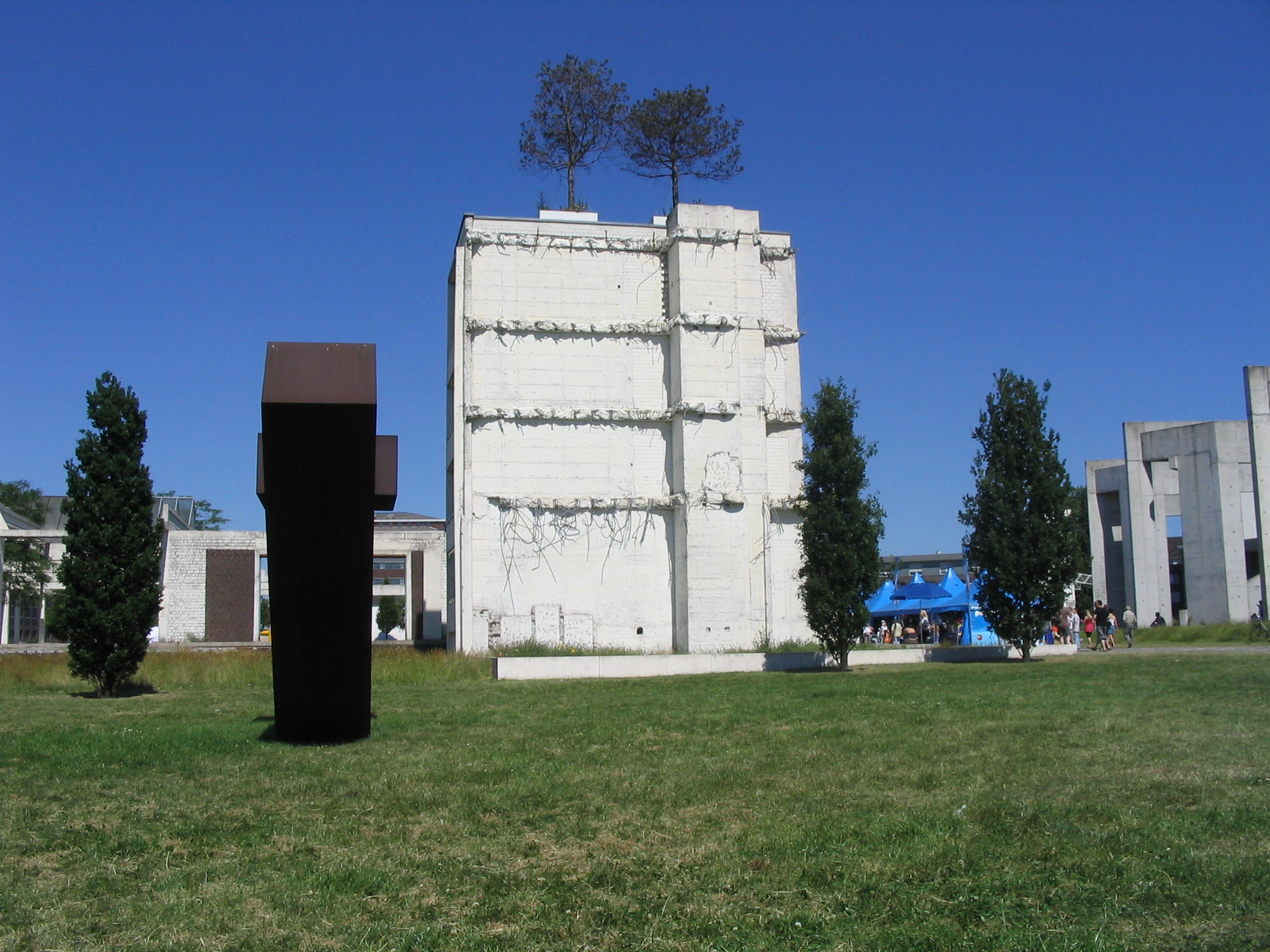
Garten der Erinnerung mit einem kleinen Teil des jüdischen Gemeindezentrums

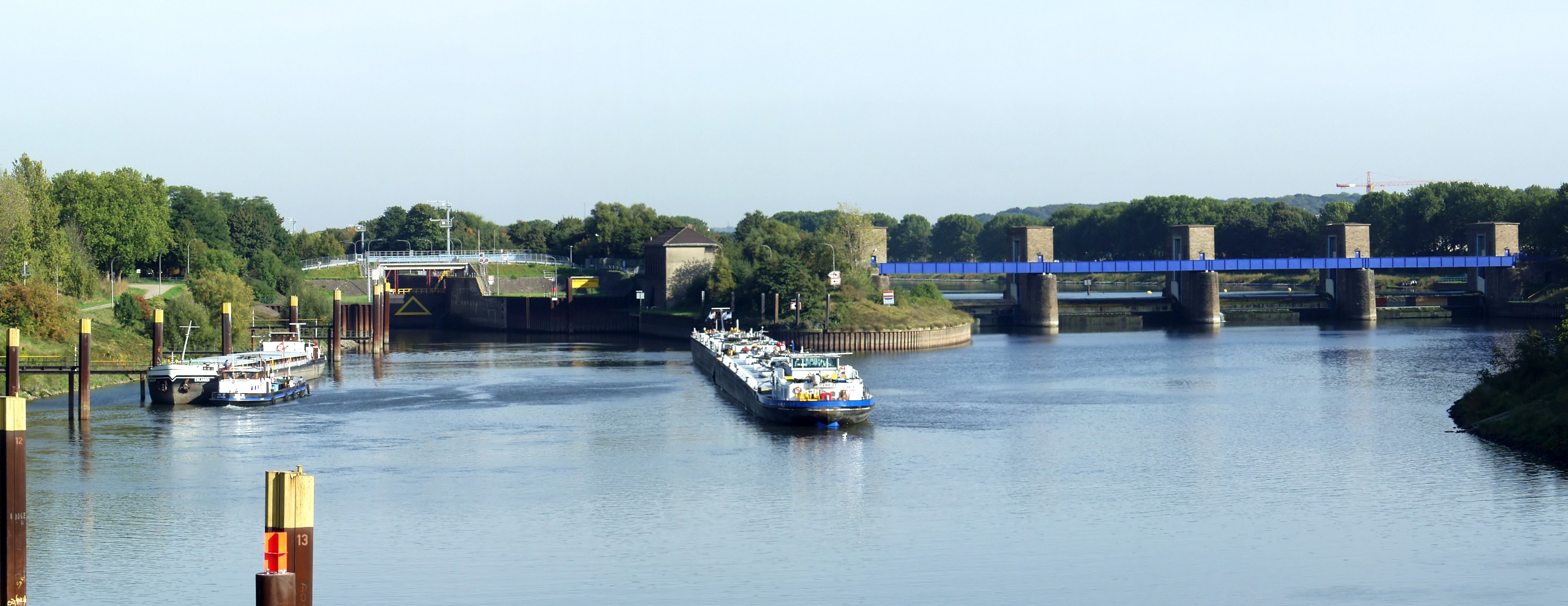
Ruhrschleuse und Ruhrwehr

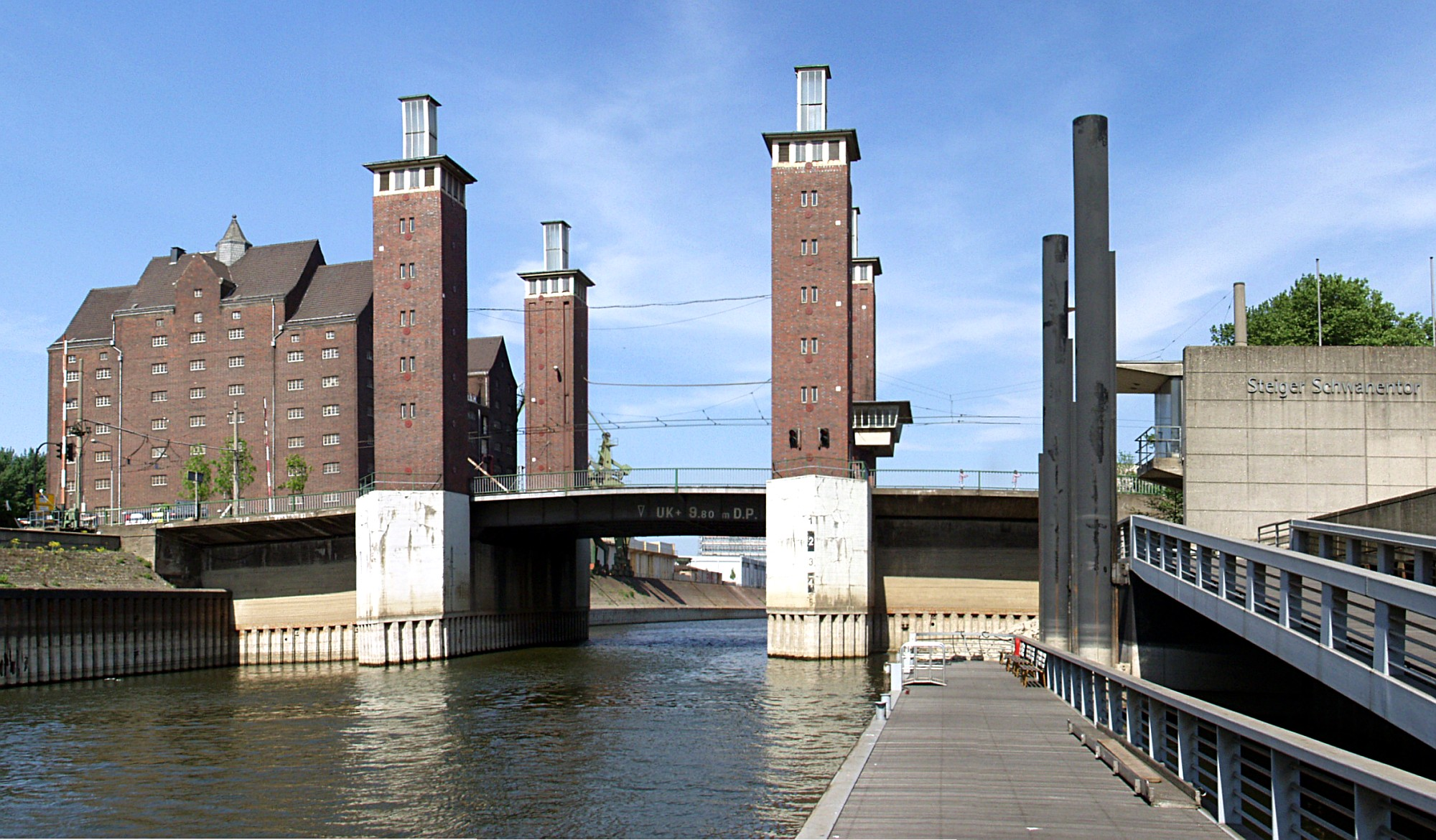
Schwanentorbrücke

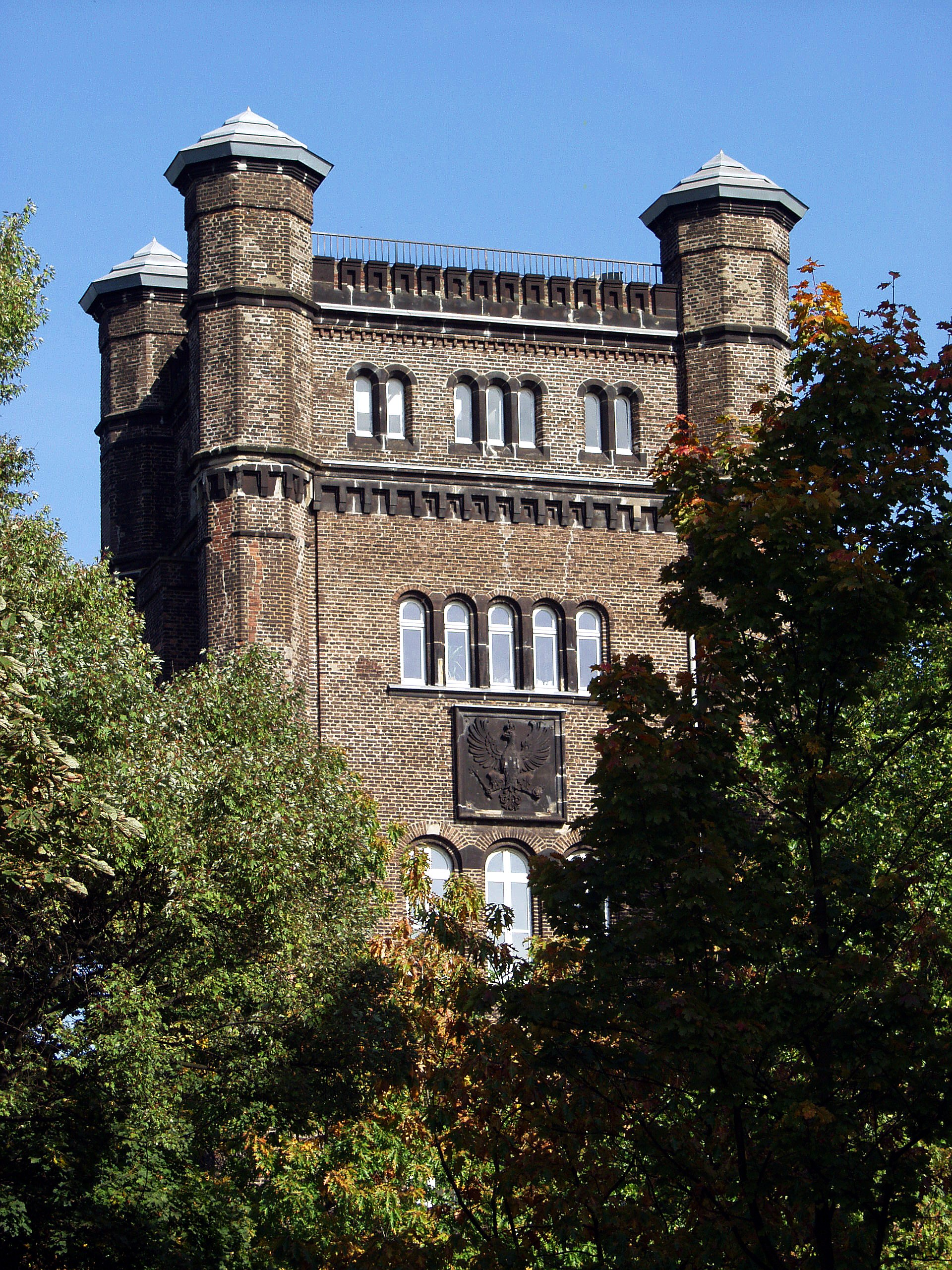
Trajekt-Hebeturm Homberg

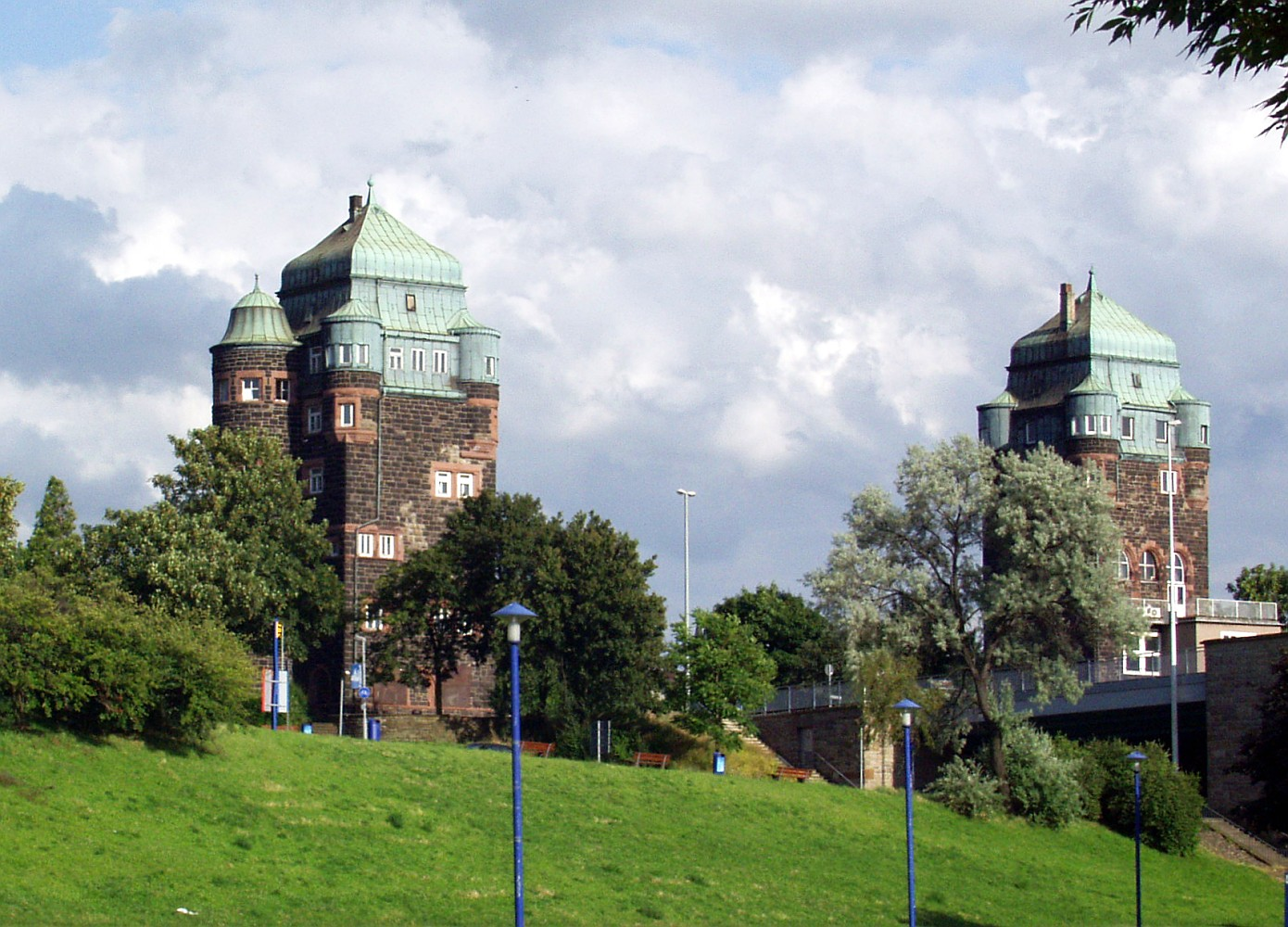
Brückentürme der Friedrich-Ebert-Brücke

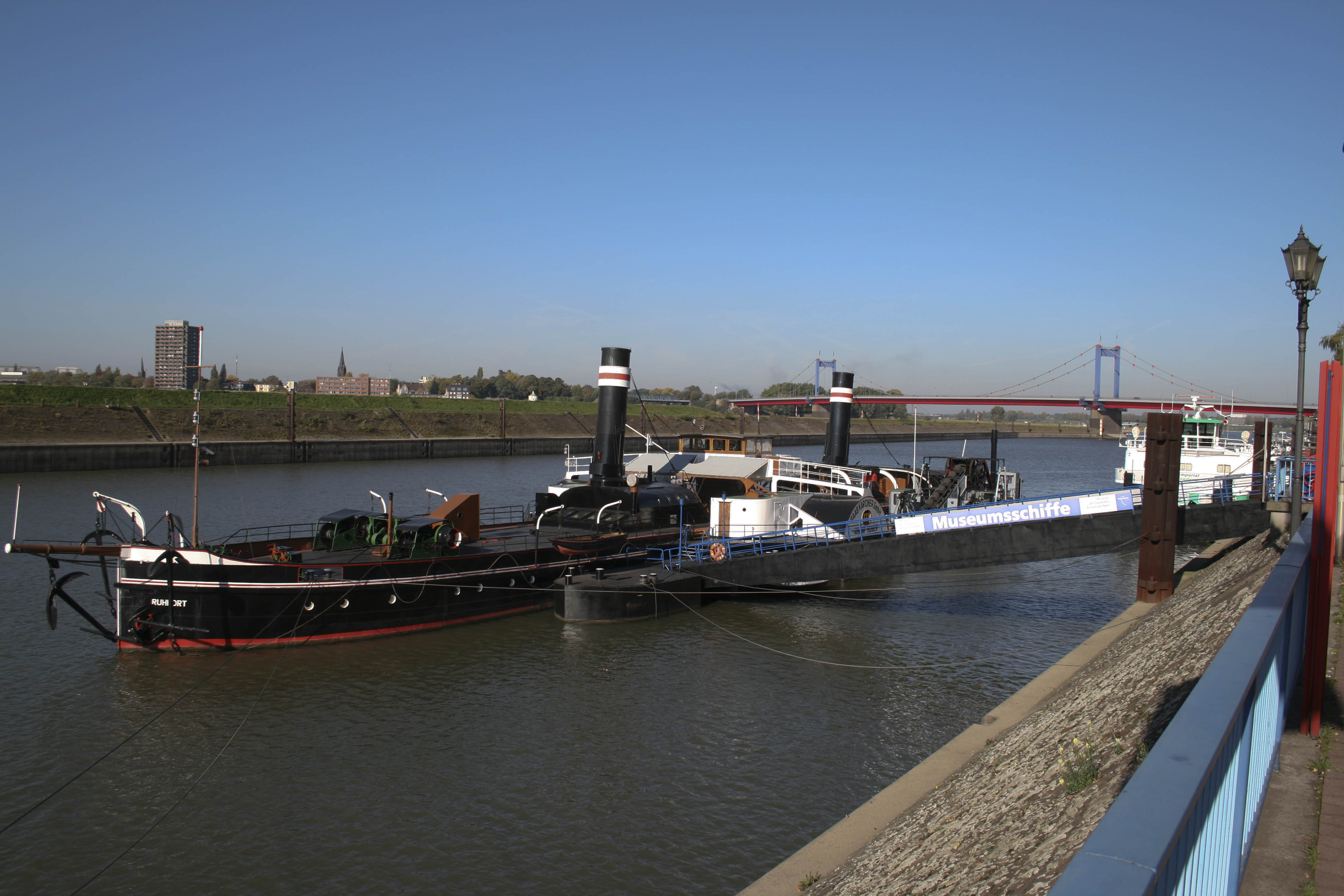
Oscar Huber, ein Museumsschiff des deutschen Binnenschifffahrtsmuseums

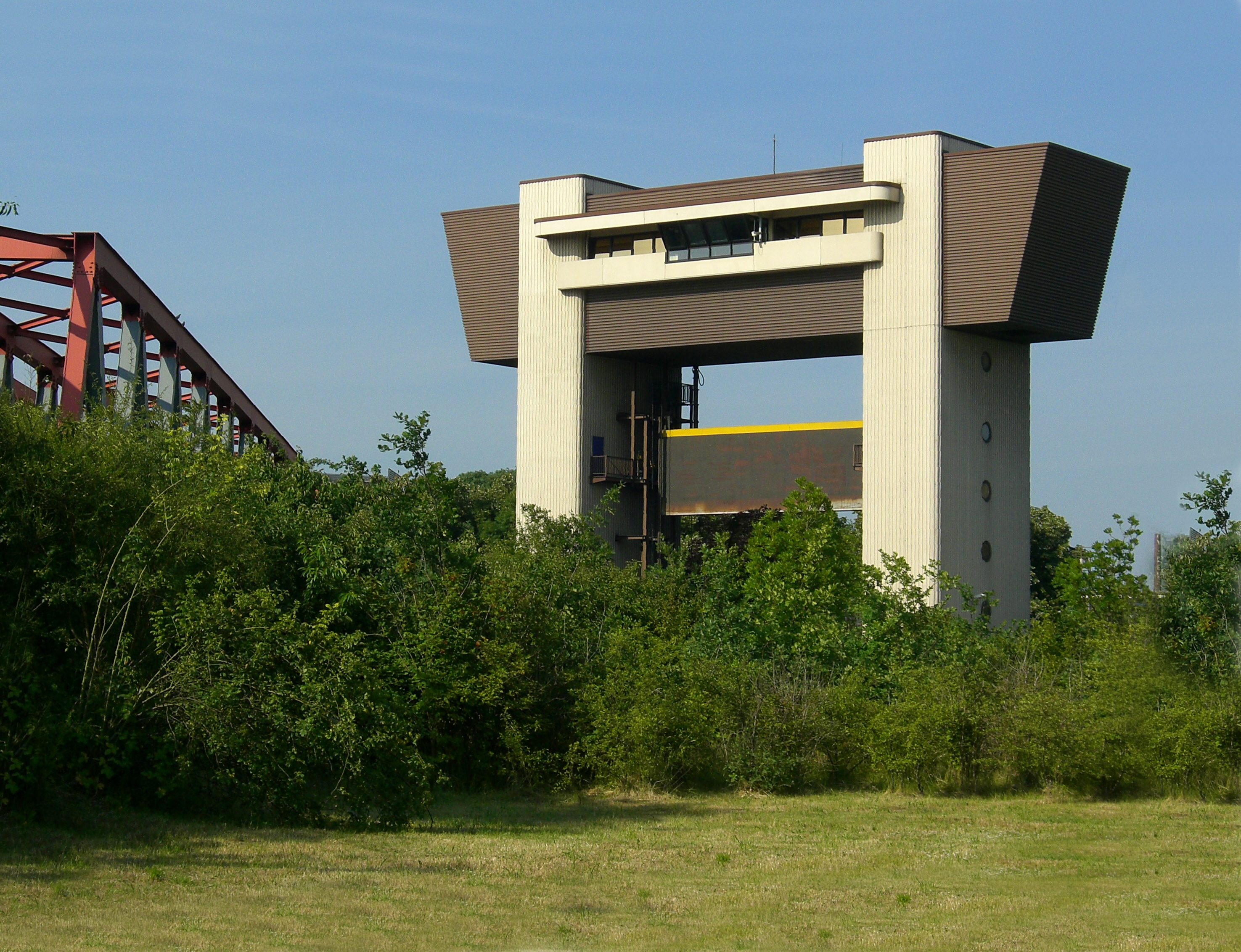
Unterhauptturm der Schleuse Meiderich

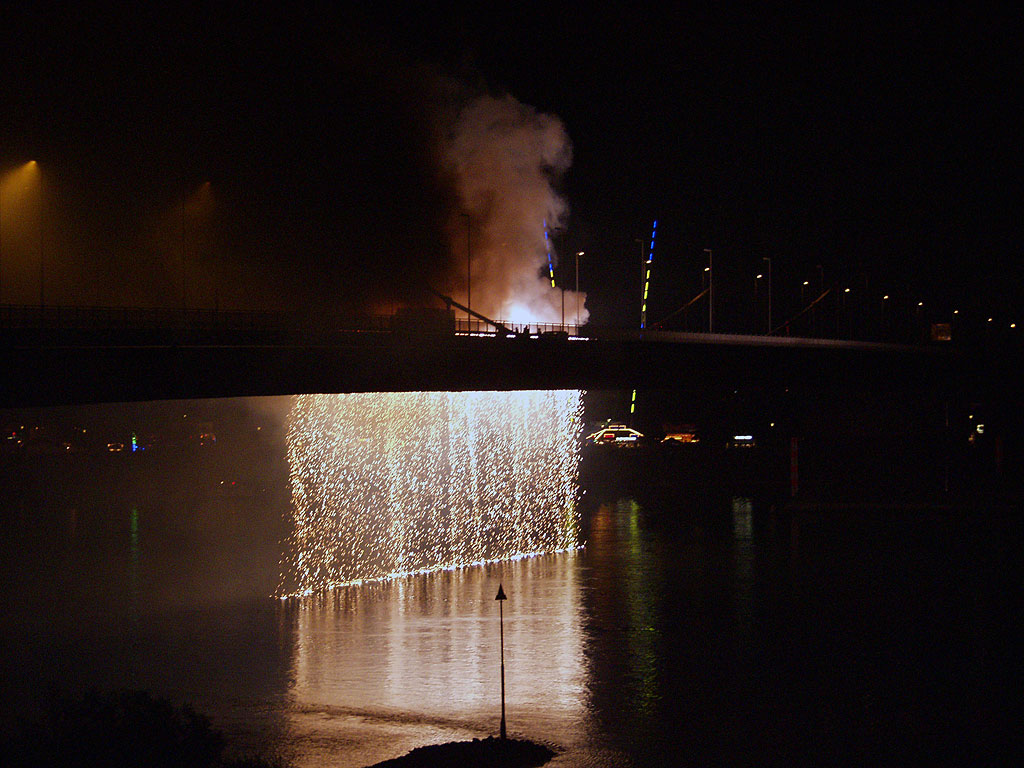
Feuerwerk in Duisburg-Ruhrort

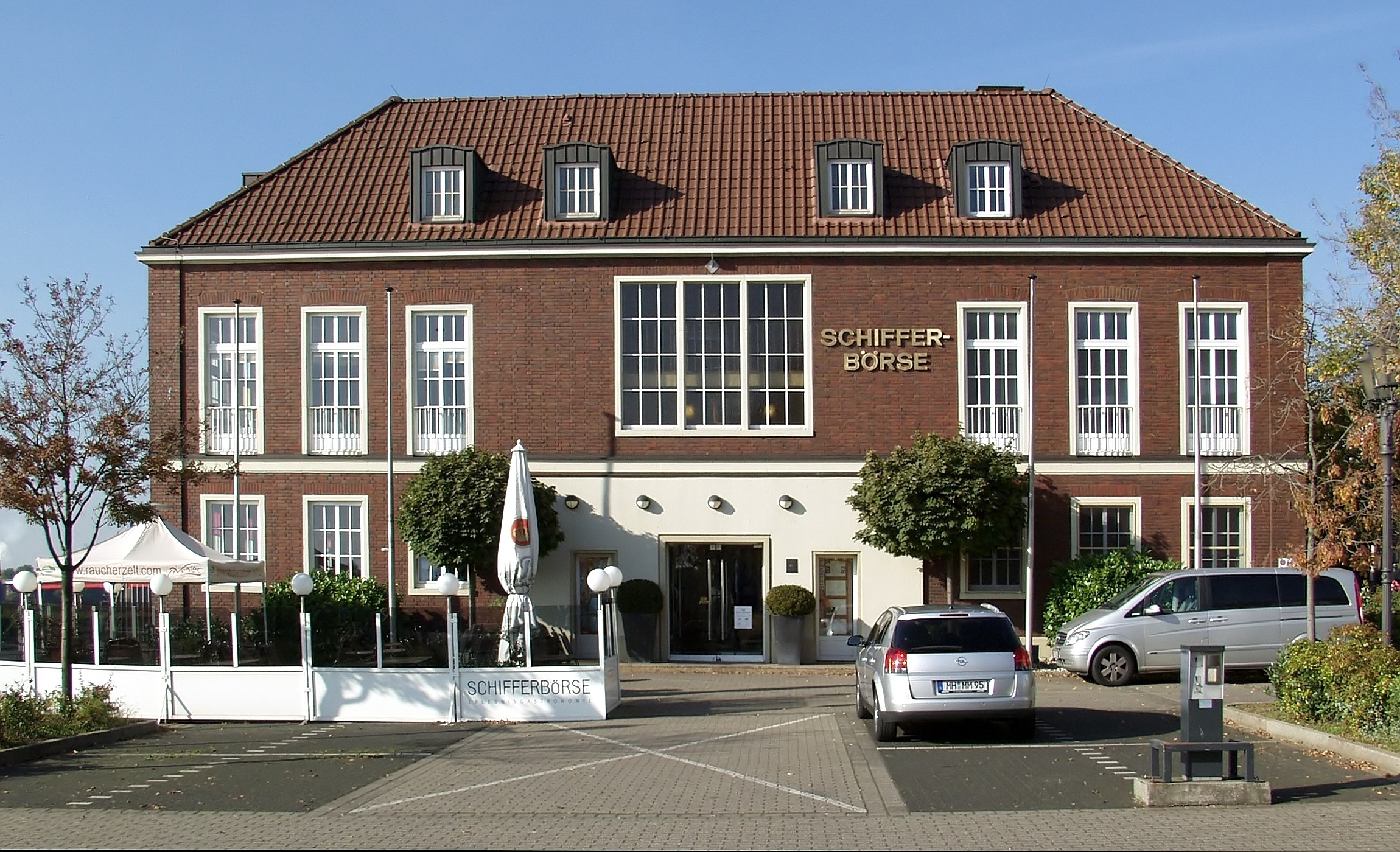
Schifferbörse

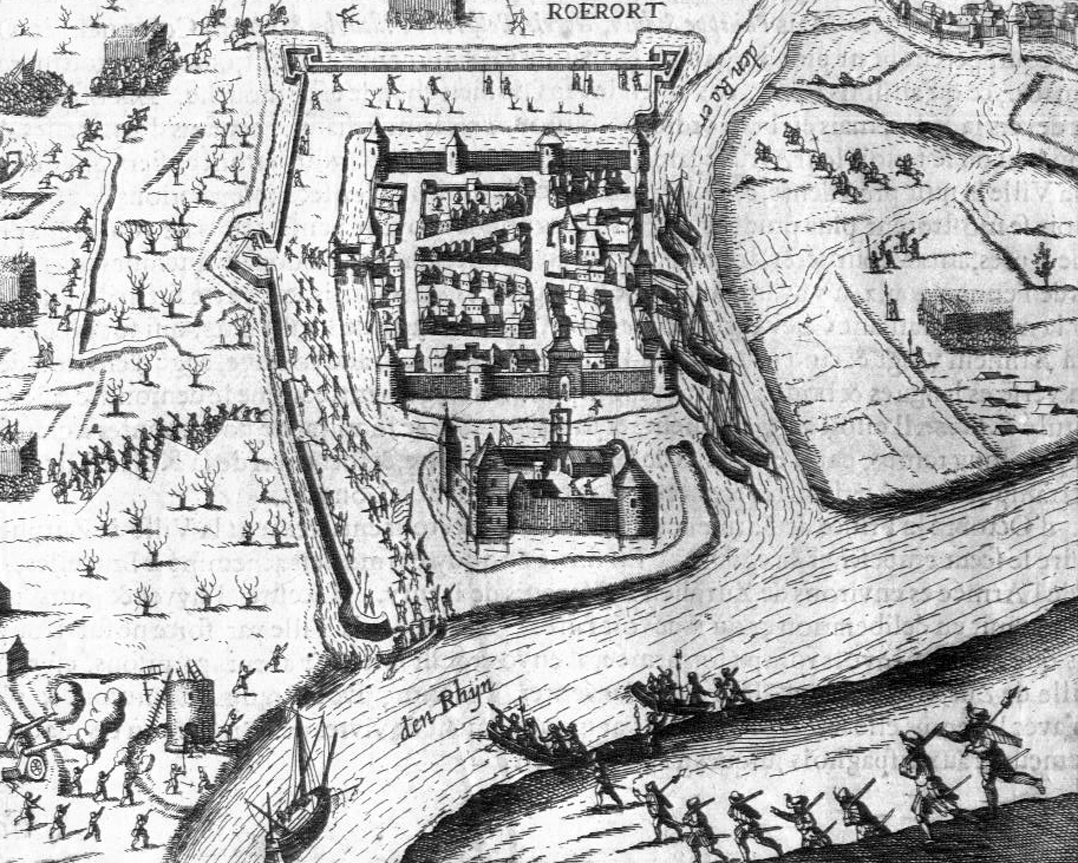
Ruhrorter Kastell im Jahre 1587

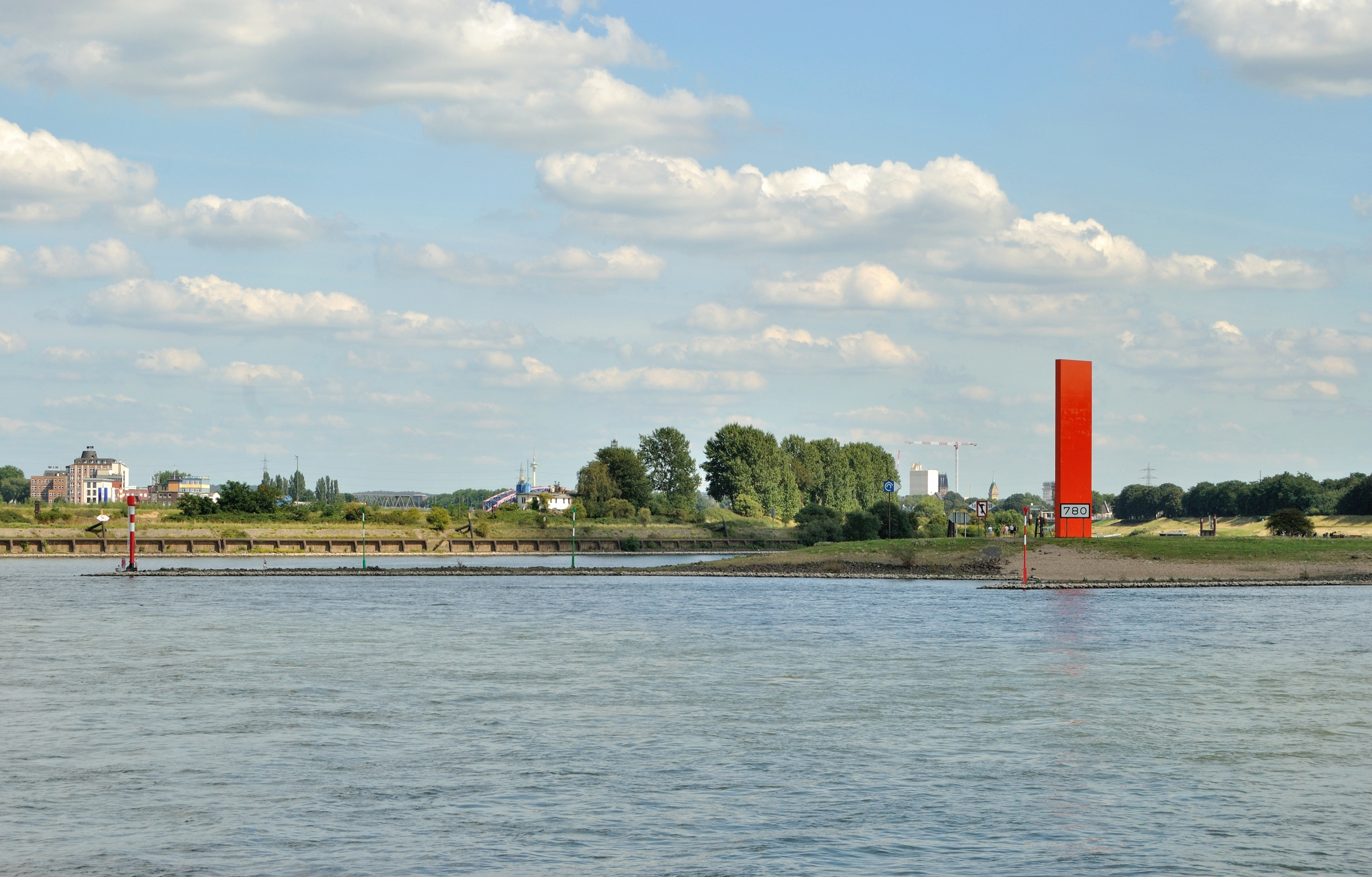
Rheinorange an der Ruhrmündung

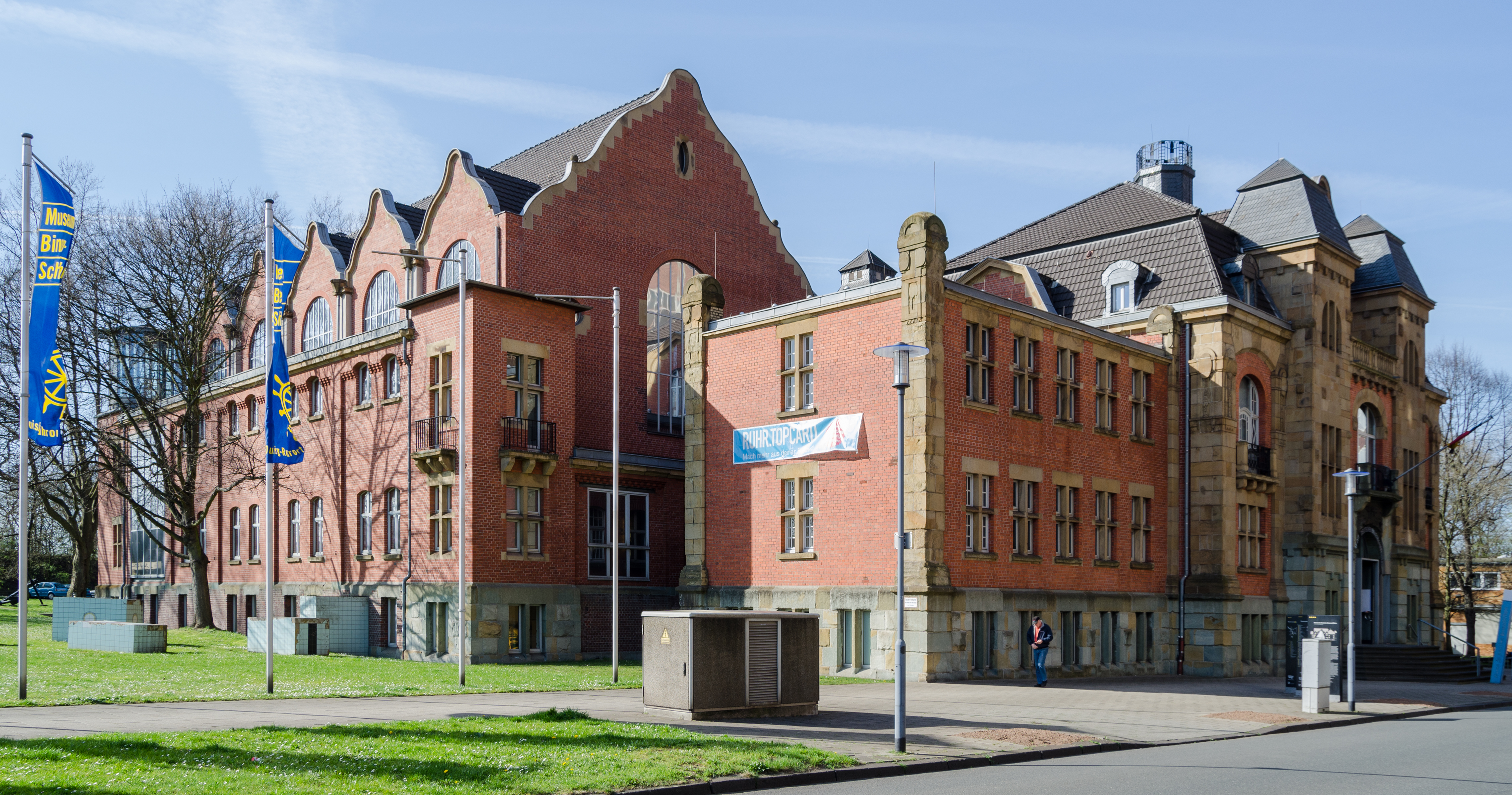
Binnenschifffahrtsmuseum

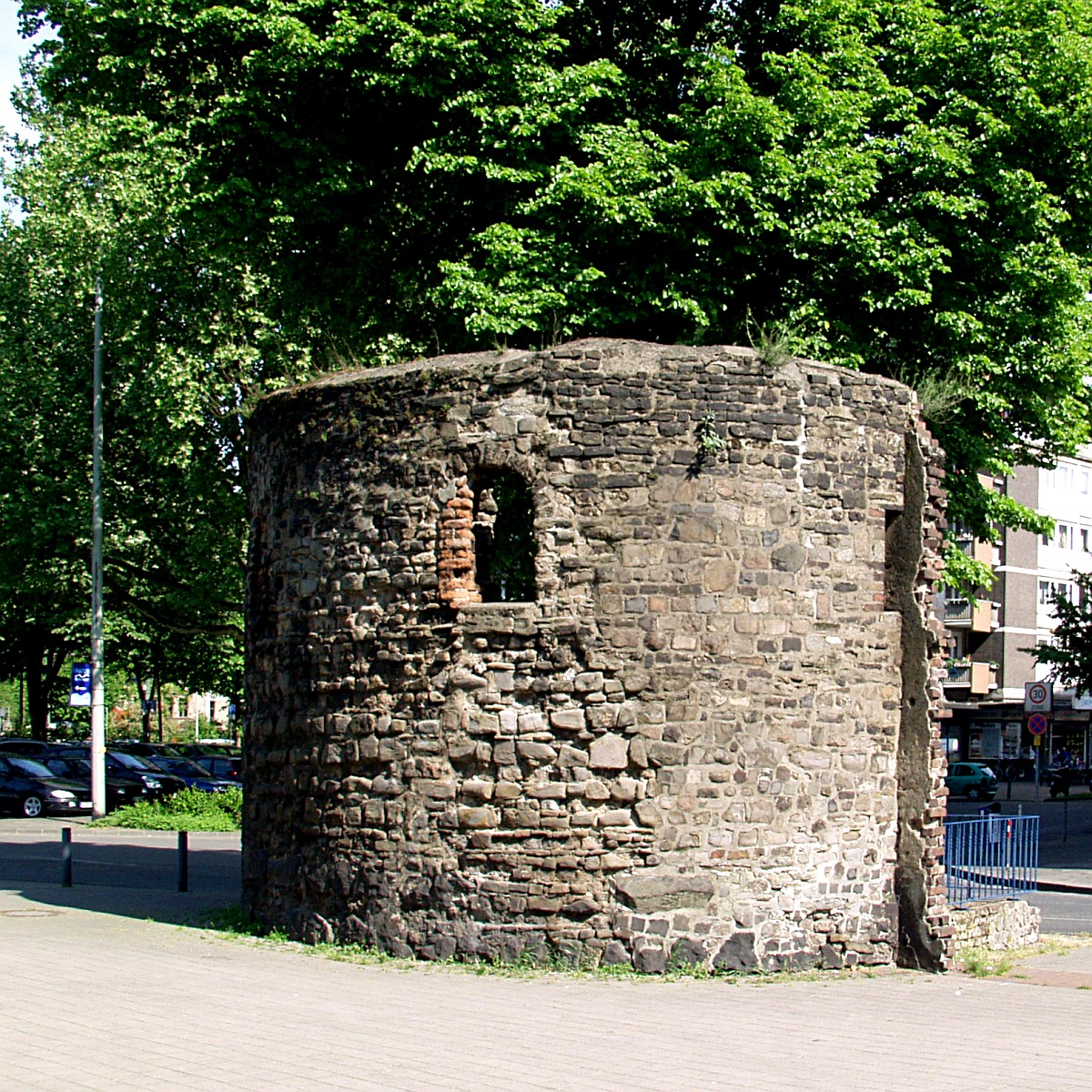
Turmrest an der Stadtmauer Duisburg

Duisburg: Stadt und Hafen heißt die Themenroute Nr. 1 der Route der Industriekultur, die durch Duisburg, den Innenhafen, den Stadtteil Ruhrort, die Duisburg-Ruhrorter Häfen und einige naheliegende Stellen an Rhein und Ruhr führt.

## Themenroute
Die Themenroute folgt der Hafengeschichte. Sie besteht aus zwei örtlich zusammenhängenden Bereichen: Tour 1 (mit 26 Stationen) kann zu Fuß rund um den Innenhafen erschlossen werden, Tour 2 (16 Stationen) ebenfalls zu Fuß am Vinckekanal und in Ruhrort selbst. Dazu zeigt Tour 3 (11 Stationen) die markanten Punkte in den Hafenbecken von Ruhrort, an der Ruhr und am Rhein auf. Die Verbindung zwischen allen Touren stellt die Hafenrundfahrt mit Ausstiegsstellen an Innenhafen, Ruhrort und anderen Punkten dar.

## Geschichte
Duisburg hat heute den größten Binnenhafen Europas. Er entstand durch den Zusammenschluss des Innenhafens mit dem Ruhrorter Hafenbereich, als beide die Konkurrenz 1905 beendeten. Zeitgleich vereinigten sich auch die Städte Duisburg, Ruhrort und Meiderich.
Der Rhein floss im Hochmittelalter an der Position des Innenhafens direkt an dem damaligen fränkischen Königshof vorbei, bis er zwischen 1120 und 1130 infolge außergewöhnlicher Hochwasser sein Bett weiter westlich verlagerte. Bevor der tote Rheinarm versandete, war er noch eine Zeitlang schiffbar. 1407 wurde Duisburg – auch aufgrund seiner Handelsmacht – in die Hanse aufgenommen. Von der älteren Geschichte zeugen heute die alte Zollstation und die Stadtmauer.
Am Schwanentor – einem von vier damaligen Duisburger Stadttoren – gab es 1665 einen von der Ruhr gespeisten See, der zum Hafenbecken ausgebaut wurde. Von hier aus gab es regelmäßige Fährverkehr bis nach Holland, die Börtschifffahrt. Duisburg wurde Umschlagplatz für Erze und andere Waren. Vor der Duisburger Stadtmauer lustwandelten Studenten der Gerhard-Mercator-Universität, nach denen heute der Philosophenweg am Innenhafen benannt ist. Ruhrort liegt aber direkt am Rhein und hatte im Laufe der Zeit immer mehr Umsatz als der schlechter erreichbare See vor den Stadttoren.
1825 sollte dem Rechnung getragen werden, indem man das Hauptsteueramt nach Ruhrort verlegte. Die Duisburger Kaufleute gründeten daraufhin den Rheinkanal-Aktien-Verein. Nach Vereinigung mit dem Ruhrkanal-Aktien-Verein wurde von 1828 bis 1844 in mehreren Etappen eine Kanalverbindung vom Rhein zum Zollhafen gebaut, der Rheinkanal. Der heutige Außenhafen über Marientor bis zum Schwanentor war geboren.
Kohle, Erz, Holz und Getreide waren die wichtigsten Handelsgüter. Der Innenhafen mit dem Sammel- und Wendeplatz Holzhafen wurde gebaut, verschiedene Ruhrkanäle und Hafenbecken im Ruhrorter Bereich ausgehoben, teilweise auch wieder geschlossen und verfüllt. Unglücke waren auch an der Tagesordnung, Holzlagerplätze brannten ab, in Getreidespeichern gab es Staubexplosionen und die beiden Weltkriege zerstörten Brücken und Gebäude.
Nach 1960 fand ein intensiver Rationalisierungs- und Strukturwandelprozess statt, in dessen Folge sich der Innenhafen zu einem Dienstleistungs- und Wohnquartier und die Ruhrorter Häfen zu einem modernen und hochautomatisierten Binnenhafen wandelten. Für den Innenhafen war dafür ab 1990 der Masterplan von Sir Norman Foster and Partners (London), der Kaiser Bautechnik (Duisburg), der Landesentwicklungsgesellschaft NRW (LEG) und der Düsseldorf/Treuhandstelle GmbH (Essen) verantwortlich. Die erste Ausbaustufe des Plans erfolgte im Rahmen der Internationalen Bauausstellung (IBA) Emscher Park, in den weiteren Jahren durch Einzelaufträge. Die Ruhrorter Häfen wurden von der Duisburg-Ruhrorter Hafengesellschaft, heute duisport Duisburger Hafen AG, den Erfordernissen des Marktes regelmäßig angepasst. Hier gibt es außer einem Museum und einigen erhalten gebliebenen Häusern nicht mehr viele Zeugen der Hafengeschichte, dafür findet das Hafenleben dort heute live statt.
Rund um Innenhafen, Ruhrorter Häfen, Rhein und Ruhr sind noch weitere Punkte Teile dieser Themenroute. Brücken und Schleusen, Kunstwerke und Inseln, andere Reste und neue Bauten zeigen die wechselvolle Geschichte auf.

## Tour 1: Hafenpfad Innenhafen
- Küppersmühle
- Hafenanlagen
- Holzgracht
- Werhahnmühle
- Speichergracht
- Hafenwohnanlagen Duisburg
- Kindertagesstätte Hansegracht
- Hansegracht
- Faktorei 21
- Hafenforum
- Speicher Allgemeine
- Portsmouth Damm und Hafennordseite
- Eurogate
- Sparzentrale
- Holzhafen
- Seniorenzentrum
- Garten der Erinnerung
- Jüdisches Gemeindezentrum
- Fußgängerbrücke und Marina Duisburg
- Stadtmauer
- Kultur- und Stadthistorisches Museum
- Stadtarchiv
- Schwanentorbrücke
- Kontorhaus
- Polizeiliche Dienste
- Steiger Schwanentor – Hafenrundfahrt Duisburger Häfen

## Tour 2: Hafenpfad Ruhrort
- Steiger Schifferbörse – Hafenrundfahrt Duisburger Häfen
- Gildeplatz-Hafenstraße
- Dammstraße
- Ehemaliges Rathaus
- Neumarkt
- Fabrikstraße
- Bergiusstraße
- Vinckeplatz
- Tausendfensterhaus
- Karlsplatz
- Friedhof – Grabstätte Haniel
- Friedrichsplatz
- Fürst-Bismarck-Straße
- Friedrich-Ebert-Brücke
- Eisenbahnhafen
- Museum der Deutschen Binnenschifffahrt

## Tour 3: Schauplätze von Hafen und Schifffahrt zwischen Duisburg und Ruhrort
- Werfthafen – Bunkerhafen
- Vinckekanal und duisport Duisburger Hafen AG
- Freihafen
- Karl-Lehr-Brücke
- Rheinorange
- Ölinsel, Kohleninseln, Schrottinsel
- Schiffswerften: Meidericher Schiffswerft, Ruhrorter Schiffswerft und Triton-Werft
- Kohlenkipperfundament
- Ruhrschleuse und Ruhrwehr
- Monopol-Schleppdienst, Schleppamt Duisburg
- Schleuse Meiderich

## Bilder

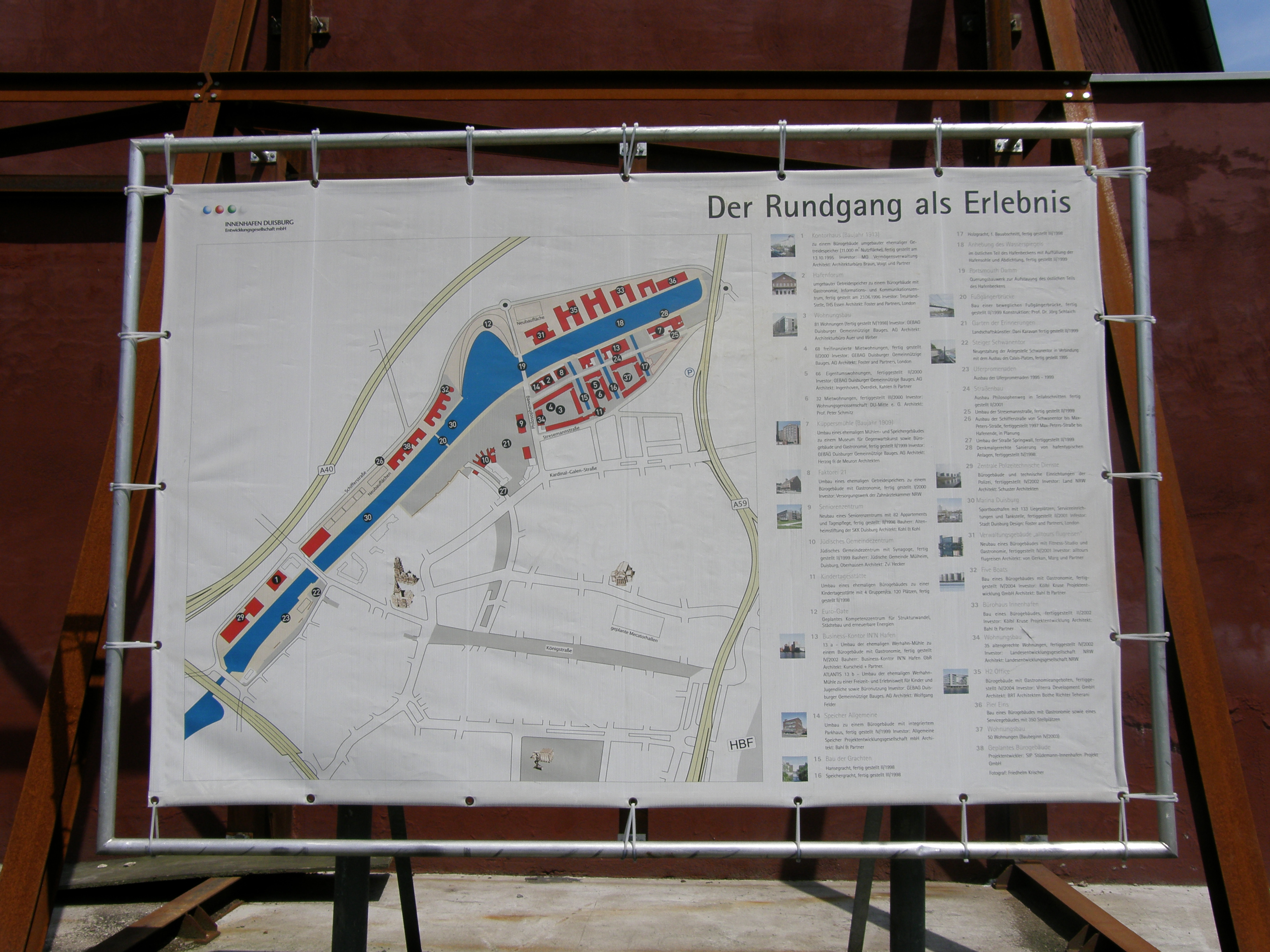
Informationsschild der Entwicklungsgesellschaft mbH über den Rundgang im Duisburger Innenhafen
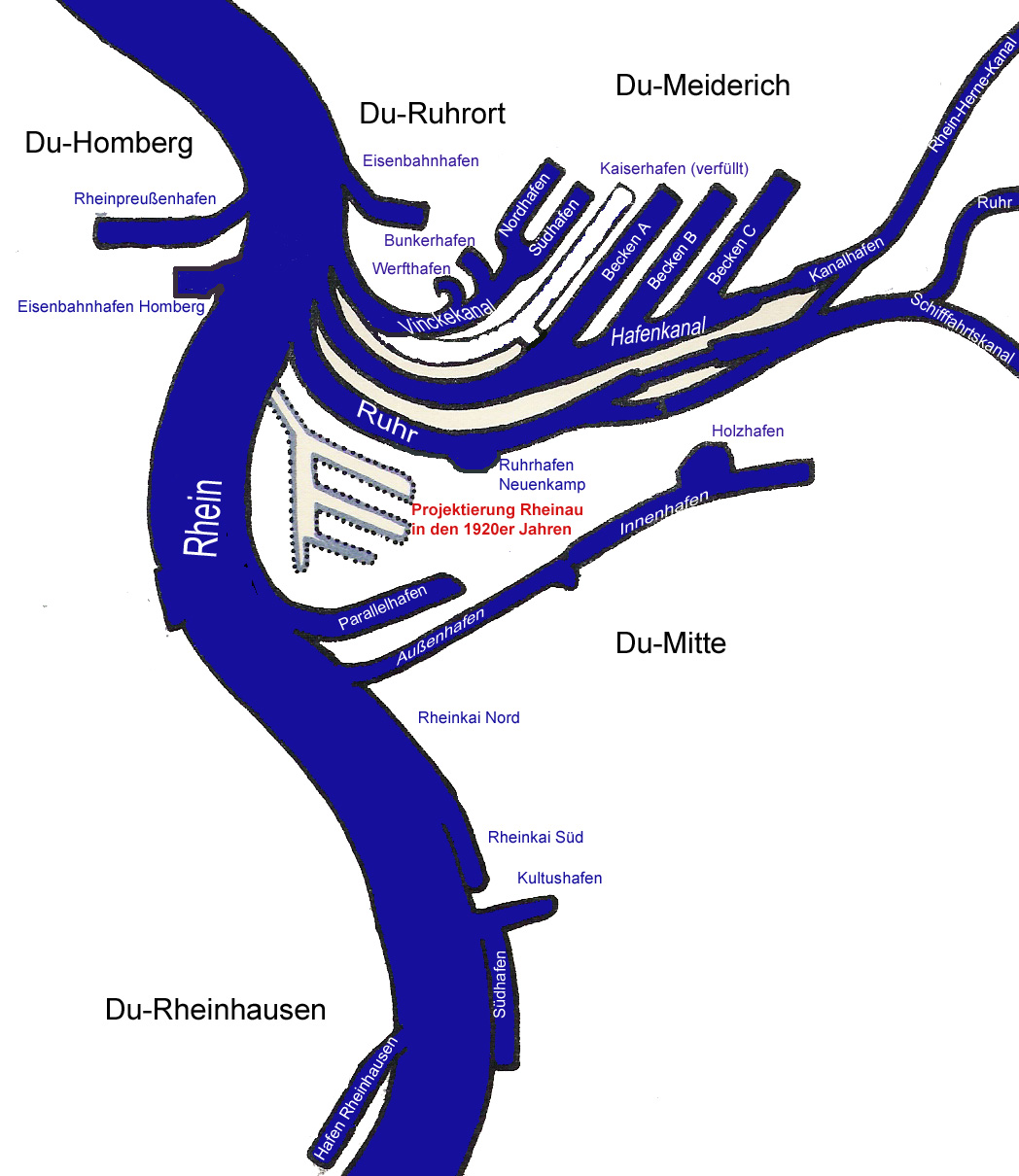
Skizze zu den Duisburg-Ruhrorter Häfen
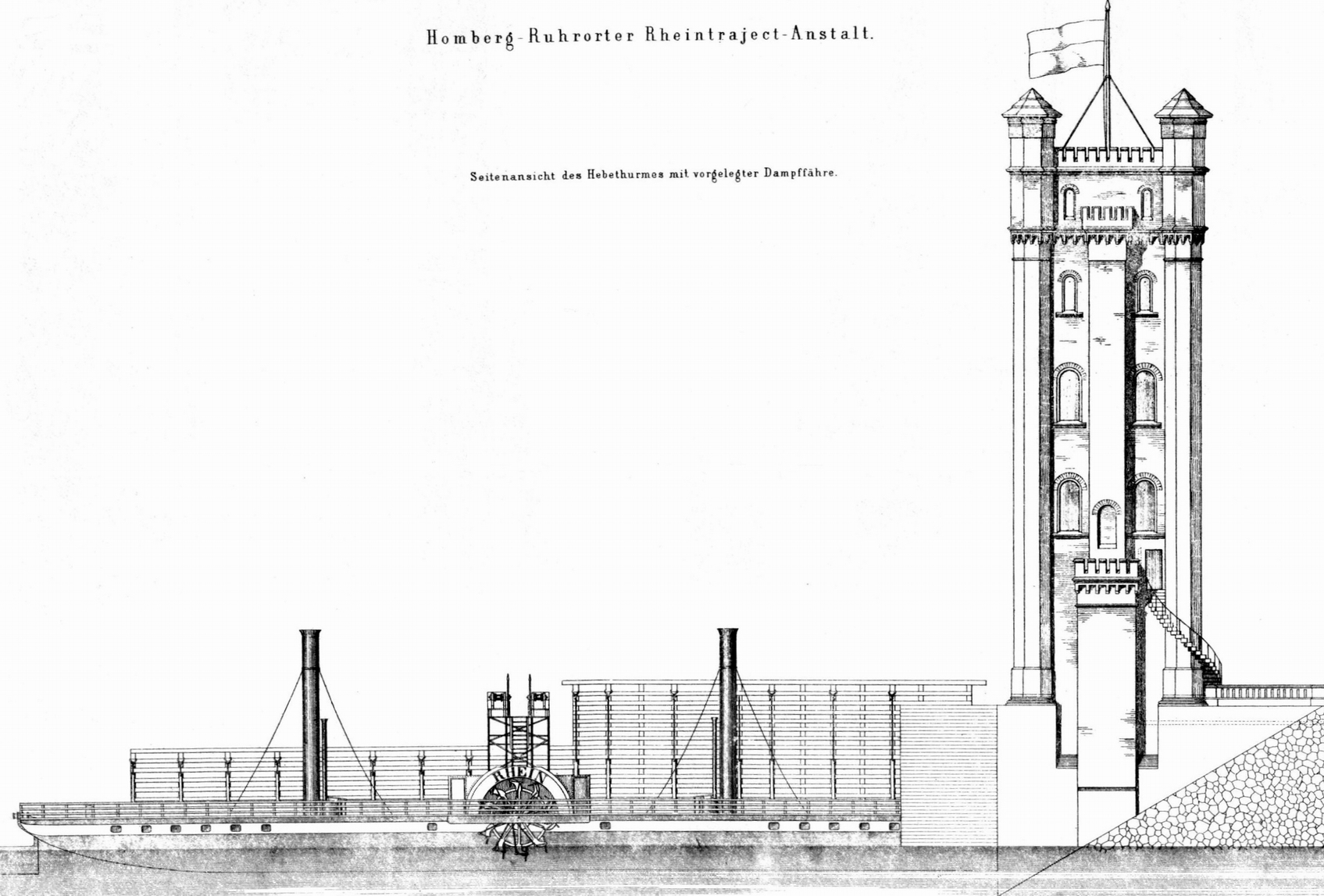
Hebeturm (Trajekt) und Schiff
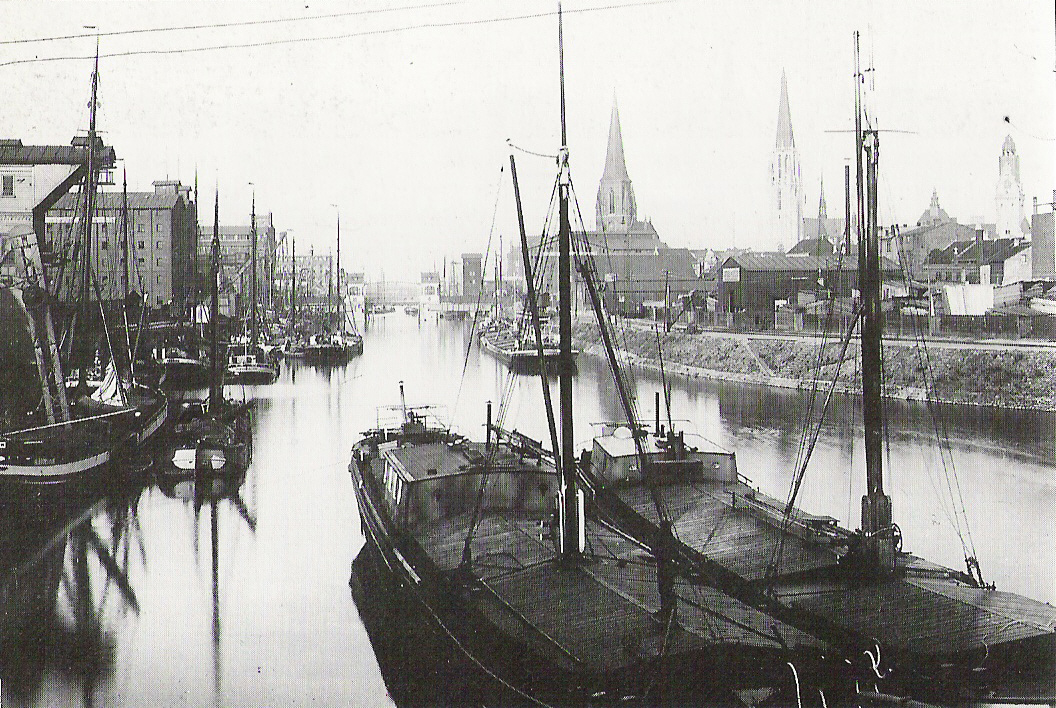
Duisburger Hafen um 1900
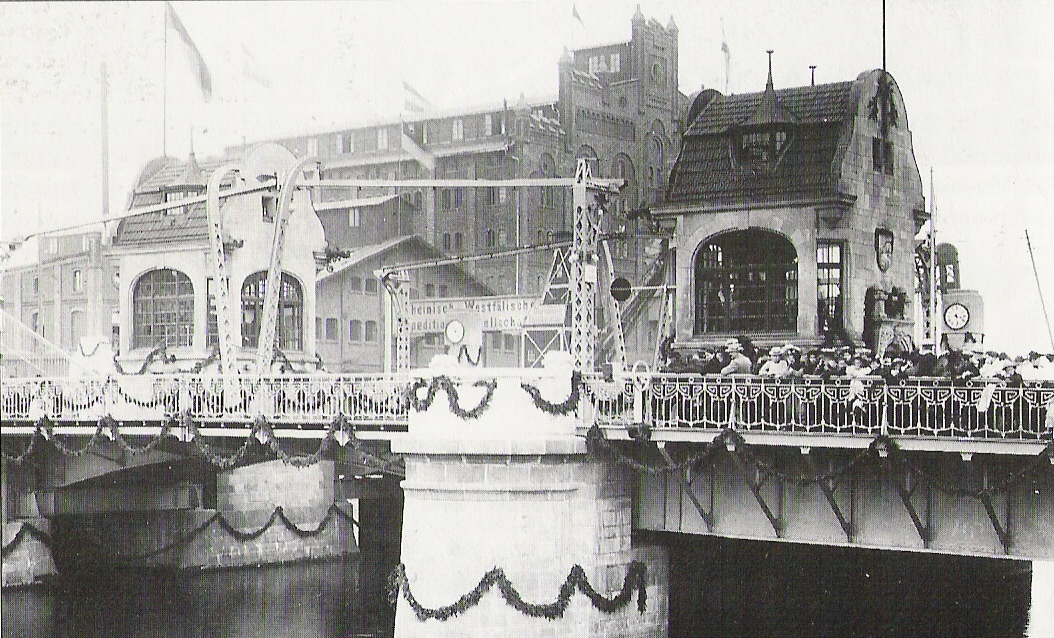
Schwanentorbrücke ca. 1904
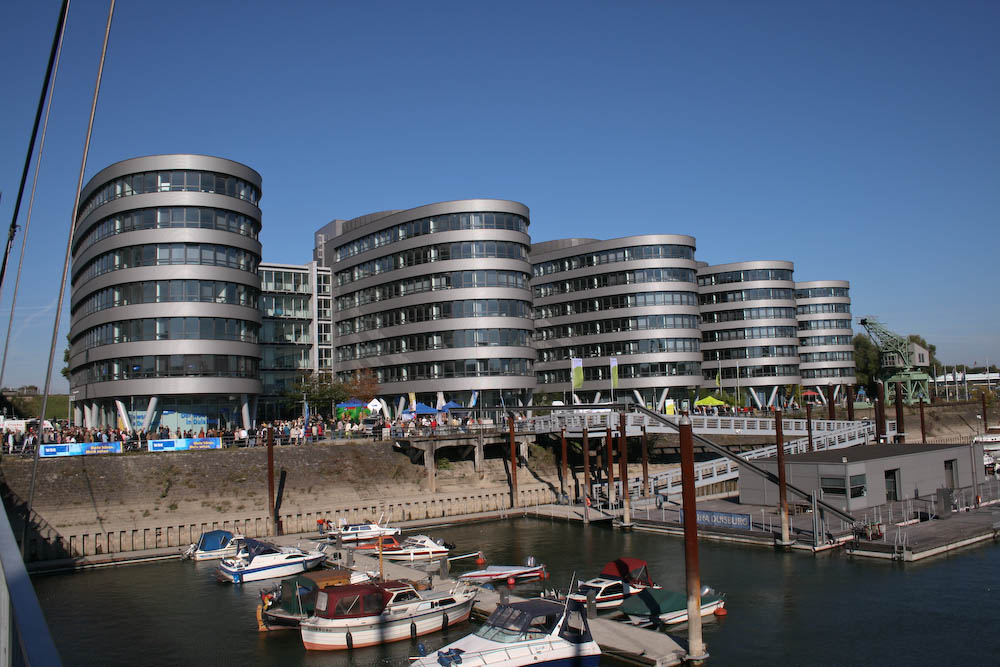
Duisburger Innenhafen mit den Five-Boats
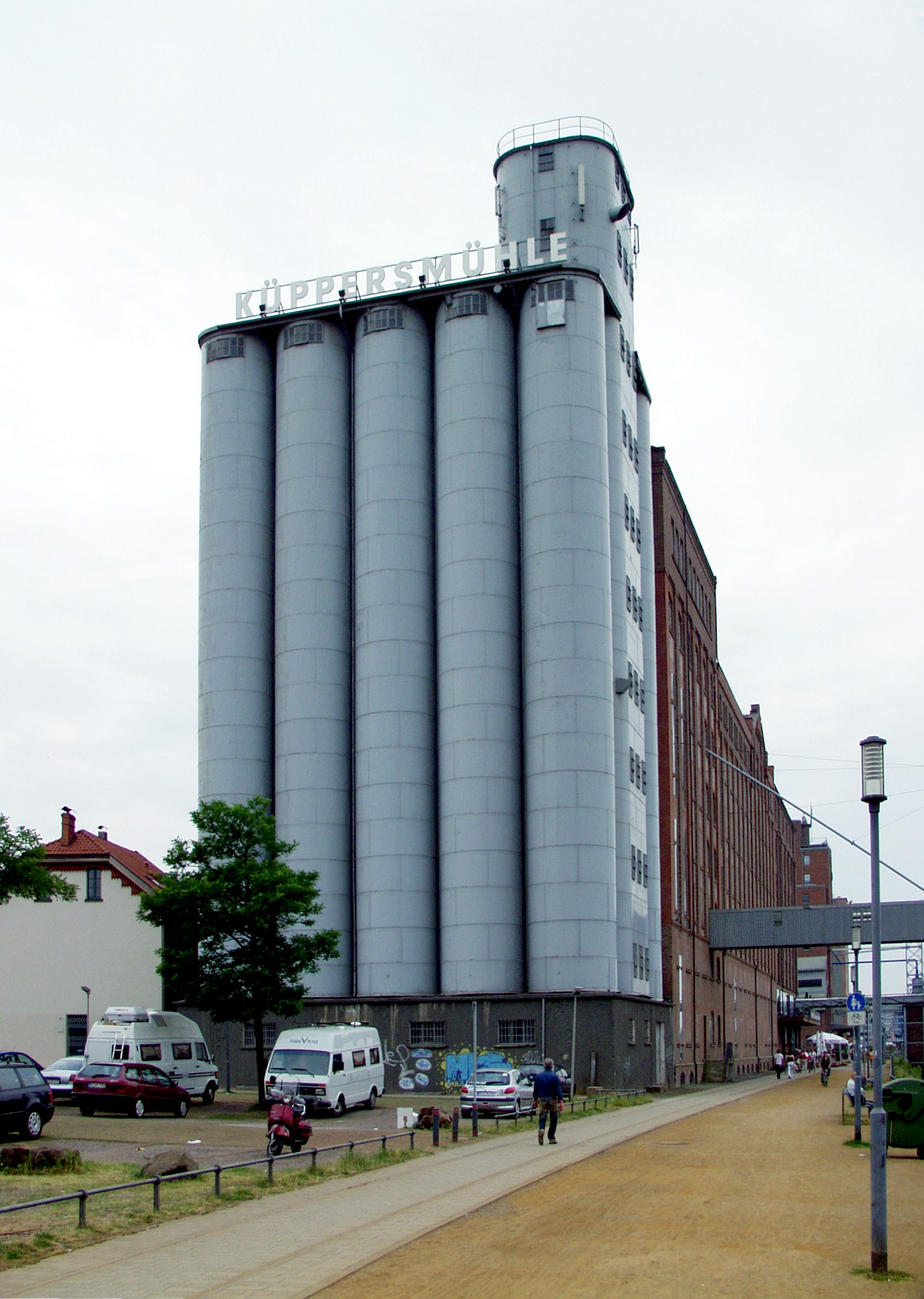
Silos der Küppersmühle
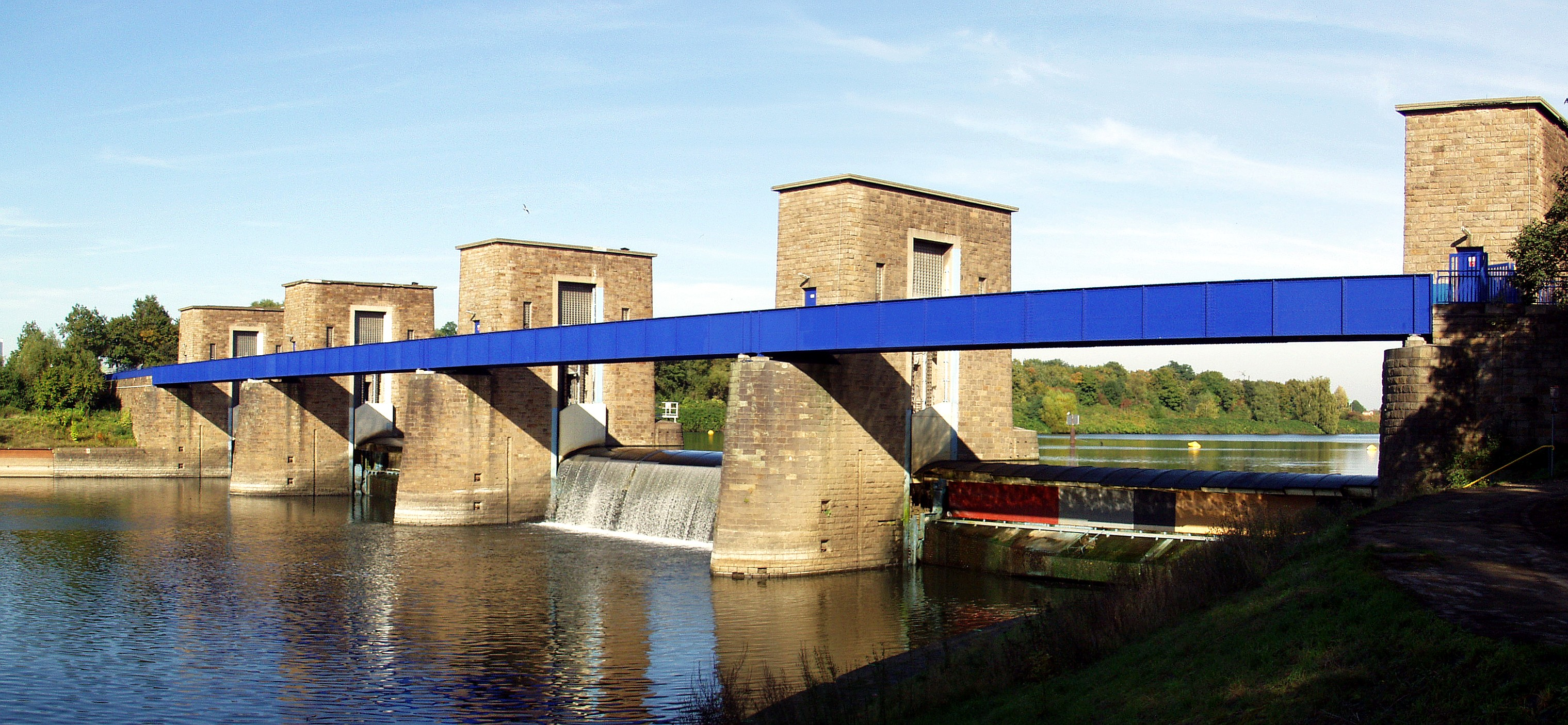
Duisburger Ruhrschleuse